# Plasticità sinaptica
La plasticità sinaptica, particolare tipo di plasticità neuronale (insieme alla plasticità intrinseca relativa alle proprietà elettriche intrinseche dei neuroni, alla plasticità strutturale relativa alla loro struttura assonale o dendritica e alla neurogenesi capace di introdurre nuovi elementi neuronali in un circuito), è la capacità del sistema nervoso di modificare l'intensità delle relazioni interneuronali (sinapsi), di instaurarne di nuove e di eliminarne alcune. Questa proprietà permette al sistema nervoso di modificare la sua struttura e la sua funzionalità in modo più o meno duraturo e dipendente dagli eventi che li influenzano come ad esempio l'esperienza.

## Descrizione
I meccanismi della plasticità neurale entrano anche in gioco a seguito di danni cerebrali e stanno alla base dei processi di recupero funzionale, ossia "riorganizzazione" della funzione nella sede originaria; "spostamento" di una data funzione in una nuova area cerebrale; "trasferimento" della funzione compromessa in un'area cerebrale controlaterale; "sostituzione" del deficit con l'apprendimento di strategie comportamentali. Le fasi della plasticità sinaptica sono: "sprouting dendritico", che consiste nell'arborizzazione dei neuroni adiacenti; "rigenerazione assonale", cioè la parziale o totale ricrescita degli assoni dei neuroni danneggiati (relativamente facile da ottenersi in soggetti particolarmente giovani, più raramente in soggetti adulti); "supersensibilità postsinaptica", una situazione in cui aumenta l'accuratezza della trasmissione nervosa e si affina la selettività di trasmissione; "svelamento di sinapsi latenti", che consiste nell'attivazione di sinapsi da sempre esistite, ma fino ad allora inutilizzate.
Per questa ragione è la proprietà neurobiologica che si ritiene alla base del fenomeno della memoria e degli eventi di apprendimento. Tra gli eventi di plasticità sinaptica vi sono l'aumento o riduzione della forza di trasmissione di una sinapsi, rispettivamente potenziamento a lungo termine (Long term potentiation o LTP) e  depressione a lungo termine (Long term depression o LTD). 
Pertanto la plasticità sinaptica non entra in gioco unicamente in caso di necessità di ovviare ad un danno del SNC, ma anche in qualsiasi processo di apprendimento e memorizzazione. La locuzione latina "repetita iuvant" rappresenta perfettamente questo concetto, è stato infatti dimostrato che ripetere più volte una determinata attività o una determinata lezione (nel caso degli studenti ad esempio), porta ad un rafforzamento e a un consolidamento dei circuiti neuronali connessi a tale attività. 
La plasticità sinaptica, insieme alla plasticità intrinseca e plasticità strutturale (che comprende i fenomeni di modificazione della struttura dei neuroni, compresi dendriti e assoni, o della struttura delle reti di neuroni, compresa la formazione di nuovi neuroni, o neurogenesi) fa parte dei fenomeni di plasticità neuronale.